# Ambroży (Mereżko)
Ambroży, imię świeckie Adrian Mereżko (ur. 13 sierpnia?/25 sierpnia 1889 w okolicach Kijowa, zm. 9 grudnia 1974 w Bostonie) – biskup Metropolii Amerykańskiej, następnie duchowny Rosyjskiego Kościoła Prawosławnego poza granicami Rosji.

## Życiorys
Pochodził z Kijowszczyzny, wychował się przy ławrze Peczerskiej. Uzyskał średnie wykształcenie i podjął pracę w administracji guberni jekaterynosławskiej. W czasie wojny domowej w Rosji walczył przeciwko bolszewikom, w 1920 r., po wkroczeniu Armii Czerwonej na Krym, ewakuował się z Rosji razem z rozbitymi Siłami Zbrojnymi Południa Rosji gen. Wrangla. Od 1923 przebywał na emigracji w Stanach Zjednoczonych.
W USA spotkał się pierwszy raz z arcybiskupem Witalisem (Maksimienką) z Rosyjskiej Cerkwi Zagranicznej, który miał na niego znaczący wpływ i pod kierunkiem którego uzyskał wykształcenie teologiczne. W 1938 biskup Witalis wyświęcił go na diakona i skierował do służby w soborze Wniebowstąpienia w Nowym Jorku. W tym samym roku Adrian Mereżko przyjął święcenia kapłańskie z rąk metropolity Teofila (Paszkowskiego) i został proboszczem parafii św. Spirydona w Perth Amboy.
W 1946 znalazł się w grupie duchowieństwa kierowanej przez metropolitę Teofila, która po synodzie w Cleveland opuściła Rosyjski Kościół Prawosławny poza granicami Rosji i podjęła rozmowy z Patriarchatem Moskiewskim w sprawie uregulowania statusu kanonicznego, ostatecznie zakończone niepowodzeniem. W ramach niekanonicznej, nieuznawanej przez inne Kościoły Metropolii Amerykańskiej przyjął w 1955 chirotonię na biskupa Sitki i Alaski. Przez siedem miesięcy nadzorował także działanie Japońskiego Kościoła Prawosławnego, którego zarząd w latach 1947–1964 sprawowali biskupi Metropolii. W 1967 biskup Ambroży został przeniesiony na katedrę Pittsburgha i Wirginii Zachodniej i otrzymał godność arcybiskupią.
Tendencje w rozwoju Metropolii Amerykańskiej (a po uzyskaniu w 1970 autokefalii – Kościoła Prawosławnego w Ameryce) rozczarowywały arcybiskupa Ambrożego. Duchowny uważał, że Kościół ulega modernizmowi, czego wyrazem było marginalizowanie tradycyjnego języka cerkiewnosłowiańskiego, wprowadzenie kalendarza gregoriańskiego, zniesienie obowiązku spowiedzi przed przyjęciem Eucharystii, skracanie nabożeństw. Dlatego w 1972 złożył na ręce metropolity wschodnioamerykańskiego i nowojorskiego, zwierzchnika Rosyjskiego Kościoła Prawosławnego poza granicami Rosji, Filareta, prośbę o przyjęcie w jego jurysdykcję. Została ona przyjęta. Arcybiskup Ambroży przez rok służył w soborze Ikony Matki Bożej „Znak” w Nowym Jorku, później przeniósł się do monasteru Przemienienia Pańskiego w Bostonie i tam zmarł w 1974. Został pochowany na cmentarzu mnichów przy monasterze Trójcy Świętej w Jordanville.